# Bengtsarvet
Bengtsarvet (sollerömål Bängsarrvä) är en by på Sollerön, Mora kommun, Dalarna.
Bengtsarvet är främst känt för sitt gravfält, Dalarnas största med omkring 140 synliga gravar. En del av gravarna har undersökts och de flesta härstammar från 900-talet, men vissa har tillkommit redan under 500-talet. Bland fynden märks vapen och sköldar samt prydnadsföremål. Gravfältet ligger vid vad som under forntiden troligen var en naturlig hamn, men nu är en myr.
Enligt sägner skall Bengtsarvet vara Solleröns äldsta by, och koloniserats av invandrare från Åls socken. Namnet lär komma sig av Bengt, en av två personer på Sollerön som överlevde "pestiläntan", den andre var Harald i Häradsarvet, kyrkbyn på Sollerön som Bengtsarvet kommit att växa samman med.

## Fotnoter
1. ↑  Andersson, Margit; Danielsson, Suzanne (1999). Färdär frå Soldn = Spår från Sollerön : en ordbok på soldmål. Sollerön: M. Andersson. sid. 358. ISBN 9163089289
2. ↑  Se Sverige. Vägvisare till 650 smultronställen från Ales stenar till Överkalix, Lars Magnusson. 2002
3. ↑  Med Dalälven från källorna till havet, Karl-Erik Forsslund. Del I bok 6. s. 34-44